# 索菲娅·凯罗
索菲娅·凯罗（西班牙語：Sofía Cairó，2002年10月8日—），生于布宜諾斯艾利斯，阿根廷女子曲棍球运动员，2023年泛美运动会女子金牌得主、2024年夏季奥林匹克运动会女子铜牌得主。